# Ingo Molnár
Ingo Molnár, în prezent angajat la Red Hat, este un hacker Linux de origine din Ungaria. Este cunoscut pentru contribuțiile sale la Linux în domeniul securității și performanței.
Recent, a lucrat la Completely Fair Scheduler (CFS), un scheduler cu complexitate O(log n) care este inclus în Linux începând cu versiunea 2.6.23.